# USSR International 1979
Die USSR International 1979 im Badminton fanden vom 22. bis zum 24. März 1979 in Nowosibirsk statt.

## Sieger und Platzierte
| Disziplin    | Gold                                | Silber                                 | Bronze                                        |
| ------------ | ----------------------------------- | -------------------------------------- | --------------------------------------------- |
| Herreneinzel | Anatoliy Skripko                    | Viktor Shvachko                        | Sawei Chanseorasmee                           |
| Herreneinzel | Anatoliy Skripko                    | Viktor Shvachko                        | Hansen                                        |
| Dameneinzel  | Svetlana Belyasova                  | Sirisriro Patama                       | Nadezhda Litvincheva                          |
| Dameneinzel  | Svetlana Belyasova                  | Sirisriro Patama                       | Monika Cassens                                |
| Herrendoppel | Bandid Jaiyen Preecha Sopajaree     | Sawei Chanseorasmee Sarit Pisudchaikul | Hansen                                        |
| Herrendoppel | Bandid Jaiyen Preecha Sopajaree     | Sawei Chanseorasmee Sarit Pisudchaikul | Udom Luangpetcharaporn Pichai Kongsirithavorn |
| Damendoppel  | Monika Cassens Angela Michalowski   | Nadezhda Litvincheva Alla Prodan       | Marina Ablova Larissa Beljutina               |
| Damendoppel  | Monika Cassens Angela Michalowski   | Nadezhda Litvincheva Alla Prodan       | Svetlana Belyasova Vera Kosenko               |
| Mixed        | Anatoliy Skripko Svetlana Belyasova | Viktor Shvachko Nadezhda Litvincheva   | Erfried Michalowsky Angela Michalowski        |
| Mixed        | Anatoliy Skripko Svetlana Belyasova | Viktor Shvachko Nadezhda Litvincheva   | Pichai Kongsirithavorn Thongkam Kingmanee     |